# Юндунов, Дамша
Юндунов Дамша (1925—1967) — советский передовик производства, старший чабан совхоза «Агинский» Могойтуйского района Агинского Бурятского национального округа. Герой Социалистического Труда (1966).

## Биография
Родился в 1925 году в местности Шара-Хунды Цаган-Ольского с/совета Забайкальской губернии Дальневосточной области в бурятской семье животноводов.
До 1943 года после получения начального образования начал трудовую деятельность  помощником чабана и чабаном. С 1943 года призван в ряды Рабоче-Крестьянской Красной армии и направлен в действующую армию на фронт. Участник Великой Отечественной войны в составе 874-го стрелкового полка 282-й стрелковой дивизии, командовал стрелковым отделением. За участие в войне и проявленные отвагу и героизм, Д. Юндунов был награждён Медалью «За отвагу». 
С 1945 года после увольнения из рядов Советской армии, устроился работать —  старшим чабаном в Бурят-Монгольский овцесовхоз Могойтуйского района Забайкальской области, занимался выпасом отары овец этого совхоза. Под руководством Д. Юндунова его отара среди животноводов Забайкальской области считалась одной из лучших по показателям настрига шерсти и приплода. Д. Юндунов был постоянным участником Всесоюзной выставки достижений народного хозяйства (ВДНХ СССР), за свои достижения в области овцеводства удостаивался медалей ВДНХ различного достоинства, в том числе серебряной и золотой медали выставки.
С 1959 по 1965 годы в период седьмой семилетки, в течение каждого года он получал настриг шерсти по пять килограмм с каждой овцы а от каждой сотни овцематок по сто двадцать ягнят. 
22 марта 1966 года  Указом Президиума Верховного Совета СССР «за достигнутые успехи в развитии животноводства, увеличении производства и заготовок мяса, молока, яиц, шерсти и другой продукции»  Дамшу Юндунову было присвоено звание Героя Социалистического Труда с вручением Медали «Серп и Молот» и Орденом Ленина.
Скончался в 1967 году в селе Боржигантай, Могойтуйского района Забайкальской области.

## Награды
- Медаль «Серп и Молот» (22.03.1966)
- Орден Ленина (22.03.1966)
- Медаль «За отвагу» (21.05.1945)
- Медаль «За победу над Германией в Великой Отечественной войне 1941—1945 гг.» (1945)
- Медали ВДНХ (золотая и серебряная)

## Память
5 мая 2010 года в посёлке Агинское на Аллее Героев установлен бюст Д. Юндунова. 